# Сграда на Музея на Македония (Скопие)
Сградата на Музея на Македония (на македонска литературна норма: Зграда на Музејот на Македонија) е музейна сграда в град Скопие, Република Македония. Обявена е за паметник на културата.

## Описание
Строителството на сградата на музея завършва в 1976 година. Дело е на архитект Мимоза Томич. Състои се от три свързани помежду си корпуса. Първият е едноетажен, вторият – двуетажен, а третият – триетажен. Общата площ е около 10 000 m2. 6200 m2 е площта за постоянните експозиции. Отделно сградата има помещения за временни експозиции, мултимедийна зала, библиотека, консервационни лаборатории, депа, работни и помощни помещения.